# Nudochernes montanus
Nudochernes montanus är en spindeldjursart som beskrevs av Beier 1935. Nudochernes montanus ingår i släktet Nudochernes och familjen blindklokrypare. Inga underarter finns listade i Catalogue of Life.